# Conus furvus
Conus furvus е вид охлюв от семейство Conidae. Видът не е застрашен от изчезване.

## Разпространение и местообитание
Разпространен е в Бруней, Виетнам, Източен Тимор, Индия (Никобарски острови), Индонезия (Сулавеси), Камбоджа, Китай (Гуандун, Джъдзян, Дзянсу и Фудзиен), Малайзия, Папуа Нова Гвинея, Провинции в КНР, Северна Корея, Сингапур, Тайван, Тайланд, Филипини, Южна Корея и Япония.
Обитава пясъчните дъна на морета. Среща се на дълбочина около 46 m, при температура на водата около 26,9 °C и соленост 34,4 ‰.